# Відстань між двома точками
Ві́дстань між двома́ то́чками — довжина уявного відрізка, кінцями якого є ці точки. Найкоротший шлях, яким можна дістатися з однієї точки в іншу.

## Відстань в аналітичній геометрії
В аналітичній геометрії відстань між двома точками A(x1, y1) і B(x2, y2) на площині можна знайти за формулою
{\displaystyle d={\sqrt {(x_{1}-x_{2})^{2}+(y_{1}-y_{2})^{2}}}={\sqrt {(x_{2}-x_{1})^{2}+(y_{2}-y_{1})^{2}}}}, яка легко доводиться завдяки теоремі Піфагора.
Якщо позначити різницю (x2 — x1) як {\displaystyle \ \Delta x}, а (y2 — y1) як {\displaystyle \ \Delta y}, формула набуває вигляду:
{\displaystyle d={\sqrt {\Delta x^{2}+\Delta y^{2}}}}.
У тривимірному просторі відстань між точками знаходиться майже так само:
{\displaystyle d={\sqrt {(x_{1}-x_{2})^{2}+(y_{1}-y_{2})^{2}+(z_{1}-z_{2})^{2}}}={\sqrt {\Delta x^{2}+\Delta y^{2}+\Delta z^{2}}}}.
У n-мірному евклідовому просторі відстань між точками знаходиться  за формулою
{\displaystyle d={\sqrt {(p_{1}-q_{1})^{2}+(p_{2}-q_{2})^{2}+\ldots +(p_{n}-q_{n})^{2}}}={\sqrt {\sum _{i=1}^{n}(p_{i}-q_{i})^{2}}}.}

## Відстань у метричному просторі
В метричному просторі M відстань між двома точками {\displaystyle \rho (A,B)} можна знайти за формулою {\displaystyle \rho (A,B)=\inf _{\gamma (A,B)}L(\gamma (A,B))}, де {\displaystyle \gamma (A,B)} — будь-яка крива, що з'єднує точки A та B, а {\displaystyle L(\gamma (A,B))} — довжина цієї кривої.
В повному метричному просторі завжди знайдеться крива, на якій досягається відстань між двома точками простору. Така крива називається найкоротшою. Найкоротших кривих може бути декілька.